# Станое Станоевич
Станое Станоевич е първият сръбски енциклопедист.
Учен, историк, професор в Белградския университет. Редовен член на сръбската Кралска академия на науките.